# Uncești, Suceava
Uncești este un sat în comuna Bunești din județul Suceava, Moldova, România.
 Acest articol despre o localitate din județul Suceava este deocamdată un ciot. Puteți ajuta Wikipedia prin completarea lui.

Istoria satului Uncești :
-satul Uncești își trage numele de la un Oancea, stăpân al moșiei. 
- 1603 iunie 20, Ieremia Movilă întărește lui Grozav Mălai. portar, mai multe locuri de casă din Onești și Hreatca și locuri de iazuri și mori. - 1604 aprilie 6, Ieremia Movilă scrie lui Cârstea șatrar din Glodeni, sa ia de la Toader di Onești cinci boi. 
-1679 iulie 26, Dumitrașcu Mălai, fiul lui Simion Mălai vinde lui Ilie Vornicul și jupanesei sale, Maria, 8 jirebii din Onești care au fost vândute mai înainte Nastasiei Logofeteanu , cu 160 lei. 
- 1803,Oncestii paharnicului Cazimir are 23 liuzi cu 188 lei bir. 
-1835,satul Oncestii are 57 de curți. 
-1847,mosia Oncesti este în proprietatea lui Dumitru Codreanu. 
-1858,stapanul moșiei este spătarul Gheorghe Dum. 
- 1866, satul Uncești numără 243 gospodarii, 234 de locuințe cu 873 locuitori. 